# Cantón de Ustaritz-Valles de Nive y Nivelle
El cantón de Ustaritz-Valles de Nive y Nivelle (cantón n.º 26, Ustaritz-Vallées de Nive et Nivelle en francés) es una división administrativa francesa del departamento de los Pirineos Atlánticos creado por Decreto n.º 2014-148, artículo 27.º, del 25 de febrero de 2014 y que entró en vigor el 22 de marzo de 2015, con las primeras elecciones departamentales posteriores a la publicación de dicho decreto.

## Historia
Con la aplicación de dicho Decreto, los cantones de Pirineos Atlánticos pasaron de 52 a 27.
El cantón está formado por seis de las nueve comunas del anterior cantón de Ustaritz, dos de las comunas del cantón de Espeleta y una de las cuatro comunas del cantón de San Juan de Luz.
La capital (Bureau centralisateur) está en Ustaritz.

## Composición
El cantón de Ustaritz-Valles de Nive y Nivelle  comprende las nueve comunas siguientes:
| Comunas               | Código INSEE | Superficie (km²) | Población (2012) | Densidad (hab/km²) | Distrito | Cantón anterior |
| --------------------- | ------------ | ---------------- | ---------------- | ------------------ | -------- | --------------- |
| Ahetze                | 64009        | 10,56            | 1899             | 180                | Bayona   | Ustaritz        |
| Ainhoa                | 64014        | 16,19            | 669              | 41                 | Bayona   | Espeleta        |
| Arbonne               | 64035        | 10,59            | 2075             | 196                | Bayona   | Ustaritz        |
| Arcangues             | 64038        | 17,47            | 3133             | 179                | Bayona   | Ustaritz        |
| Ascain                | 64065        | 19,27            | 4156             | 216                | Bayona   | San Juan de Luz |
| Bassussarry           | 64100        | 6,51             | 2490             | 382                | Bayona   | Ustaritz        |
| Saint-Pée-sur-Nivelle | 64495        | 65,08            | 5954             | 91                 | Bayona   | Ustaritz        |
| Sare                  | 64504        | 51,34            | 2535             | 49                 | Bayona   | Espeleta        |
| Ustaritz              | 64547        | 32,75            | 6294             | 192                | Bayona   | Ustaritz        |

En 2012, la población total del nuevo cantón era de 30 972 habitantes.